# Heerlijkheden in Gits
De West-Vlaamse gemeente Gits werd sinds de Vrede van Nijmegen in 1678 gesplitst in twee kasselrijen, de kasselrij van Ieper (toen Frans) en het Brugse Vrije (Spaans). 

## Inleiding
In het Brugse Vrije lag de heerlijkheid van Wijnendale, die op zijn beurt ondergeschikte heerlijkheden had die in Gits gelegen zijn. De heerlijkheden Ogierlande, Kringen, Hagebroek, Pausschen en Vijverschen, Wijkhuize en een deel van de heerlijkheid Wijnendale zelf dat niet in leen werd gegeven. De kasselrij van Ieper bezat één derde van Gits en telde de heerlijkheden Onlede, Zwyndaele en Volmerbeke.

## Ogierlande
De heerlijkheid Ogierlande lag in Gits, Hooglede, Torhout en Kortemark, Roeselare en Oostnieuwkerke. De oudst bekende heer van de heerlijkheid Ogierlande is Jan van Hodiardelande (1251). In 1753 werd Ogierlande verheven tot een baronie.

## Kringen
De heerlijkheid Kringen lag was een leen van de heerlijkheid Dadizele maar was op gerechtelijk en bestuurlijk gebied ondergeschikt aan de heerlijkheid van Wijnendale. De oudste vermelding van kringen is teruggevonden in 1266 met Rogerus de Cringhe. In de 16de eeuw ging de heerlijkheid over naar het geslacht van Volden. Deze familie bleef de eigenaar tot het einde van het feodale tijdperk.

## Hagebroek
De heerlijkheid Hagebroek  lag grotendeels in Hooglede. Maar het Hagebroekkasteel lag in Gits. Men heeft resten van de ronde toren en de koelkelder teruggevonden en in het kasteel van Wijnendale staat er een kaart van de heerlijkheden met een tekening van het kasteel erop. In 1274 werd voor het eerst melding gemaakt van Hagebroek met Aelis de Haghebrouc als heer. In de 15de eeuw ging de heerlijkheid naar de familie de Hurtere. De bekendste heer is Joost de Hurtere die in 1466 in dienst van de Portugese koning Hendrik de Zeevaarder mee op ontdekkingsreis ging.

## Pausschen en Vyverschen
In 1388 werd er voor het eerst vermelding gemaakt over de heerlijkheid Pausschen en Vyverschen. Deze kleinere heerlijkheid strekte zich uit van Lichtervelde, Koolskamp, Torhout, Staden, Hooglede, Beveren, Moen, Oostrozebeke, Zwevezele en Gits.

## Wijkhuize
De heerlijkheid Wijkhuize lag ten noorden van Gits en lag ook op Lichtervelde, Beveren en Hooglede. In 1155 werd de heerlijkheid voor het eerst vermeld onder de naam “Wichusa”. Het geslacht Wijkhuize bestuurde deze heerlijkheid tot in de 15de eeuw. Sinds Jan II van Vlaanderen (1532), heer van Onlede, zijn de heren van Onlede ook de heren van Wijkhuize.